# Roca Kowloon
Roca Kowloon (en chino, 九龍石) es una islote en medio de la bahía de Kowloon en la Región Administrativa especial de Hong Kong, al sur de China cerca de la pista del aeropuerto de Kai Tak. Administrativamente, forma parte del Distrito Ciudad Kowloon (九龍城區).
La isla está protegido con un tifones llamado refugio To Kwa Wan con un dique en la bahía. Se encuentra deshabitado.